# استان کاوکنس
استان کاوکنس (به اسپانیایی: Provincia de Cauquenes) یک منطقهٔ مسکونی در شیلی است که در منطقه مائوله واقع شده‌است. استان کاوکنس ۳٬۰۲۷٫۲ کیلومتر مربع مساحت و ۵۴٬۱۴۵ نفر جمعیت دارد.